# Allobates sumtuosus
Allobates sumtuosus é uma espécie de anfíbio da família Aromobatidae. Pode ser encontrada no Brasil, no estado do Pará, no Peru, na região de Loreto, e na Guiana.
Allobates spumaponens descrito em 2007 como uma espécie distinta encontrada na Reserva Florestal do Monte Mabura, na Guiana, foi considerado um sinônimo de Allobates sumtuosus em 2013.